# Cshongdzsin villamosvonal-hálózata
A Cshongdzsin-i villamosvonal-hálózat, amely 6 vonalból áll 1978-1979 között épült, 1979. augusztus 18.-án kezdte meg működését kora reggel. A hálózatot a Csongdzsin-i Közlekedési Vállalat üzemelteti. A vonal 1979 után 1981, 1982, 1986, 1986 és végül 1989-ben bővült ki. A 90-es években kezdődött máig tartó gazdasági válság miatt az üzemidő megrövidült. A vonalakat a város lakossága sokszor használja. 2010-ben a hálózat 15 db új járművet kapott.

## Története
Az első vonalat egy állami versenyprojekt keretében építették a helyi munkatábor foglyai 1979 és 1979 között. Majd miután a lakosság még több vonalat igényelt 89-ig új vonalakkal bővült.

## Hálózat
- 1-es villamosvonal — Csongham<>Cshongdzsin-Belváros (11)
- 1A villamosvonal — Csongham<>Vasútállomás (9)
- 2-es villamosvonal — Pohang<>Geodaehan (12)
- 3-as villamosvonal — (RE) Ranam<>Eomeoni Jigu (14)

```
                      (PE) Puhang<>Eomeoni Jigu (14)
```

- 4-es villamosvonal — (PN) Pujun<>Nolyeog (11)

```
                      (SN) Sinam<>Nolyeog (8)
```

- 5-ös villamosvonal — (SG) Szongphjong<>Ganghan (10)

```
                      (SU) Sunam<>Ganghan (9)
```

## Menetrend
Az 1-esen 06:55 és 20:05 között közlekedik szerelvény 24 alkalommal.
Az 1A vonalon 07:10 és 19:45 között üzemel 22 alkalommal. 
A 2-5-ös vonalakon 0:6:55 és 19:55 között közlekedik villamos a találkozóállomásoknál új villamos indul a járatszám szerint.